# Systoechus croceipilus
Systoechus croceipilus är en tvåvingeart som beskrevs av Greathead 1980. Systoechus croceipilus ingår i släktet Systoechus och familjen svävflugor.
Artens utbredningsområde är Oman. Inga underarter finns listade i Catalogue of Life.